# Tembilahan
Tembilahan – miasto w Indonezji w prowincji Riau;
leży na wyspie Sumatra u ujścia rzeki Inderagiri do morza Południowochińskiego; 78 tys mieszkańców (2021); ośrodek administracyjny dystryktu Indragiri Hilir.